# Renato Romano
Renato Romano (Ischia, 20 febbraio 1940) è un attore e sceneggiatore italiano.

## Biografia
Da calciatore professionista prima del Napoli e poi della Roma, è stato costretto ad abbandonare l'attività sportiva a causa di un infortunio al ginocchio.
Si interessò quindi alla recitazione, divenendo uno dei più giovani e promettenti studenti della Royal Academy of Dramatic Arts di Londra. Accanto all'attività teatrale, per altro molto intensa anche negli anni seguenti, affiancò quella cinematografica e televisiva negli anni sessanta e settanta, diventando uno dei caratteristi più amati e richiesti del periodo. Ha partecipato ad oltre 40 film, soprattutto italiani, quasi sempre in ruoli di comprimario.
Oltre che attore, è stato anche un abile sceneggiatore. Fra le sue numerose interpretazioni meritano di essere ricordate quelle in: La battaglia di El Alamein (1969), di Giorgio Ferroni, L'uccello dalle piume di cristallo (1970) di Dario Argento, Sette orchidee macchiate di rosso (1972) di Umberto Lenzi e Blue Nude (1977), di Luigi Scattini.
All'inizio degli anni ottanta si è trasferito a Beverly Hills, dove tutt'oggi risiede con la moglie Alice ed i tre figli.

## Filmografia parziale

### Attore
- Un minuto per pregare, un istante per morire, regia di Franco Giraldi (1968)
- La battaglia di El Alamein, regia di Giorgio Ferroni (1969)
- I diavoli della guerra, regia di Bitto Albertini (1969)
- Un colpo all'italiana, regia di Peter Collinson (1969)
- La vendetta è il mio perdono, regia di Roberto Mauri (1969)
- Gott mit uns (Dio è con noi), regia di Giuliano Montaldo (1970)
- L'uccello dalle piume di cristallo, regia di Dario Argento (1970)
- Lettera aperta a un giornale della sera, regia di Citto Maselli (1970)
- Corbari, regia di Valentino Orsini (1970)
- L'iguana dalla lingua di fuoco, regia di Riccardo Freda (1971)
- Giornata nera per l'ariete, regia di Luigi Bazzoni (1971)
- Il caso Mattei, regia di Francesco Rosi (1972)
- Los amigos, regia di Paolo Cavara (1972)
- Il clan del quartiere latino (Sans sommation), regia di Bruno Gantillon (1973)
- La verginella, regia di Mario Sequi (1975)
- Caro Michele, regia di Mario Monicelli (1976)
- Le seminariste, regia di Guido Leoni (1976)
- Il letto in piazza, regia di Bruno Gaburro (1976)
- Un borghese piccolo piccolo, regia di Mario Monicelli (1977)
- Blue Nude, regia di Luigi Scattini (1977)

### Sceneggiatore
- Gli assassini sono nostri ospiti (1974)

## Doppiatori italiani
- Luciano Melani in La vendetta è il mio perdono
- Sergio Tedesco in Gott mit uns (Dio è con noi)
- Silvano Tranquilli in L'uccello dalle piume di cristallo